# ای‌ایی ویکری
ای‌ایی ویکری (به انگلیسی: A.E. Vickery) یک کشتی بود که طول آن ۱۳۶ فوت ۲ اینچ (۴۱٫۵۰ متر) بود. این کشتی در سال ۱۸۶۱ ساخته شد.